# Abidân
Abidân est un descendant de Benjamin fils de Jacob et de Rachel. Il est le fils de Guidéoni et le chef de la tribu de Benjamin après l'Exode.

## Abidân et le recensement
Abidân aide Moïse pour effectuer le recensement dans le désert du Sinaï.

## Abidân chef d'armée
Abidân est le chef de l'armée de la tribu de Benjamin dans le désert du Sinaï.

## Abidân et l'inauguration de l'autel
Après la construction de l'autel dans le désert du Sinaï, Abidân offre l'offrande pour son inauguration.

## Abidân et le départ du Sinaï
Abidân est le chef de l'armée de la tribu de Benjamin lors du départ du désert du Sinaï.